# Wortereignisformel
Als Wortereignisformel wird in der Exegese des Tanach bzw. des Alten Testaments eine formelhafte Wendung bezeichnet, die häufig in prophetischen Texten auftritt.

## Wortlaut
Die Wortereignisformel erscheint in zwei Formulierungen: וַיְהִי דְבַר־יהוה אֵל wajəhî dəvar JHWH ’el – „da erging das JHWH-Wort an …“ und הָיָה דְבַר־יהוה אֵל hājāh dəvar JHWH ’el – „das JHWH-Wort erging an …“.
Diese beiden Formen finden sich unterschiedlich häufig im Tanach. Die Form hājāh dəvar JHWH ’el kommt 27-mal vor, die zweite Form, wajəhî dəvar JHWH ’el hingegen 83-mal.

## Bedeutung
Durch beide Formen der Wortereignisformel wird ausgedrückt, dass Gottes Wort ein Geschehen ist, das einem Erzählablauf folgt und ihn zugleich durchbricht.
- Die mit וַיְהִי wajəhî (Imperfektum consecutivum; „und es erging …“) eingeleitete Formel bezieht dabei das Ergehen eines Gotteswortes in eine zuvor begonnene Kette von Ereignissen ein
- hingegen setzt die mit הָיָה hājāh (Perfekt) beginnende Form der Wortereignisformel diese Mitteilung JHWHs an den Beginn einer Ereignisfolge.

Die zweite Form der Wortereignisformel enthält darüber hinaus häufig Zeitangaben, etwa in Sacharja 1,1 .

## Begriffsgeschichte
Der Begriff „Wortereignisformel“ taucht zuerst bei Walther Zimmerli in seinem Kommentar zum Buch Ezechiel (33,21 ) auf: „Mit den Daten ist da, wo nicht eine Vision eingeleitet wird oder wie in 33,21 ein kurzer Geschehensbericht folgt, in der Regel die Formel des Wortereignisses (…) verbunden.“